# Vuurtoren van Hellevoetsluis
De Vuurtoren van Hellevoetsluis is een ronde, witte, bakstenen vuurtoren met twee verdiepingen en een hoogte van 18,1 meter. De toren is ontworpen door Jan Valk en in 1822 gebouwd door K. van Golverdingen. De toren staat bij de haveningang van Hellevoetsluis en ligt aan het Haringvliet.
Na de bouw werd de toren voorzien van drie parabolische reflectoren die het licht bundelden. In 1901 is de toren verbouwd en in 1933 werd het optiek vervangen. In 1965 is de vuurtoren gerestaureerd. Sinds 2013 is de lichtinstallatie vervangen door led-verlichting.
De toren is in eigendom van Rijkswaterstaat. In 2005 werden door middel van hulp van de gemeente Hellevoetsluis en vele bewoners van de stad de restauratie van de toren bekostigd. Ook werd er toen een hekwerk rond de toren geplaatst.
De toren is op enkele zondagen in de zomer en op Open Monumentendag geopend voor publiek.